# 埃姆克·范德阿尔
埃姆克·范德阿尔（荷蘭語：Imke van der Aar，1998年2月16日—），荷蘭女子羽毛球運動員。

## 簡歷
2017年4月，埃姆克·范德阿尔出戰荷蘭羽毛球國際賽，與黛博拉·吉尔合作奪得女子雙打亞軍。
2017年8月， 埃姆克·范德阿尔參加苏格兰格拉斯哥舉行的世界羽毛球錦標賽，她和耶勒·马斯出戰混合双打項目。首圈以1比2 （21-23、25-23、8-21）不敌中華台北组合的張課琦/張莘恬，48强止步。

## 主要比賽成績
只列出曾進入準決賽的國際賽事成績：
| 年份   | 賽事                     | 公開賽級別 | 項目     | 拍檔                | 成績   |
| ------ | ------------------------ | ---------- | -------- | ------------------- | ------ |
| 2016年 | 比利時羽毛球國際賽       | 國際挑戰賽 | 混合雙打 | 耶勒·马斯           | 準決賽 |
| 2017年 | 荷蘭羽毛球國際賽         | 國際系列賽 | 女子雙打 | 黛博拉·吉尔         | 亞軍   |
| 2017年 | 比利時羽毛球國際賽       | 國際挑戰賽 | 女子雙打 | 黛博拉·吉尔         | 亞軍   |
| 2017年 | 蘇格蘭羽毛球大獎賽       | 大獎賽     | 混合雙打 | 耶勒·马斯           | 準決賽 |
| 2018年 | 瑞典羽毛球公開賽         | 國際系列賽 | 女子雙打 | 黛博拉·吉尔         | 亞軍   |
| 2018年 | 荷蘭羽毛球國際賽         | 國際系列賽 | 女子雙打 | 黛博拉·吉爾         | 準決賽 |
| 2018年 | 西班牙羽毛球國際賽       | 國際挑戰賽 | 女子雙打 | 黛博拉·吉尔         | 準決賽 |
| 2018年 | 比利時羽毛球國際賽       | 國際挑戰賽 | 混合雙打 | 鲁宾·吉尔           | 準決賽 |
| 2019年 | 歐洲羽毛球混合團體錦標賽 | 其他       | 混合團體 | －                  | 季軍   |
| 2021年 | 西班牙羽毛球大師賽       | 超級300賽  | 女子雙打 | 阿莉莎·蒂爾托森托諾 | 準決賽 |
| 2021年 | 西班牙羽毛球大師賽       | 超級300賽  | 混合雙打 | 魯賓·吉爾           | 準決賽 |
| 2021年 | 西班牙羽毛球國際賽       | 國際挑戰賽 | 女子雙打 | 阿莉莎·蒂爾托森托諾 | 冠軍   |
| 2021年 | 荷蘭羽毛球公開賽         | 國際挑戰賽 | 女子雙打 | 阿莉莎·蒂爾托森托諾 | 準決賽 |
| 2021年 | 蘇格蘭羽毛球公開賽       | 國際挑戰賽 | 女子雙打 | 阿莉莎·蒂爾托森托諾 | 準決賽 |

| 2007-2017年 | 首要超級賽 | 超級賽 | 黃金大獎賽 | 大獎賽 | 國際挑戰賽 | 國際系列賽 | 未來系列賽 | 其他 |

| 2018-2026年 | 總決賽 | 超級1000賽 | 超級750賽 | 超級500賽 | 超級300賽 | 超級100賽 | 國際挑戰賽 | 國際系列賽 | 未來系列賽 | 其他 |

### 奧運會和世錦賽參賽紀錄
|          | 搭檔                | 2017 | 2018 |      | 2021 |
| 女子雙打 | 黛博拉·吉尔         | －   | 32強 | －   |      |
| 女子雙打 | 阿莉莎·蒂尔托森托诺 | －   | －   | 32強 |      |
|          |                     |      |      |      |      |
| 混合雙打 | 耶勒·马斯           | 48強 | －   | －   |      |